# Димитър Добрович
Димитър Георгиев Добрович Пехливаноолу (на гръцки: Δημήτριος Δομβριάδης, Димитриос Домвриадис) е първият български художник с академично образование. Твори през Възраждането.

## Биография
Димитър Добрович е роден на през 1816 г. Сливен. 
Между 1833 и 1838 г. Добрович учи в гръцкото училище в Куручешме, Истанбул – Патриаршеската велика гръцка народна школа, известна като Куручешменската гимназия. Поради избухването на чумна епидемия напуска града.  В Куручешме се сближава с Георги Стойков Раковски и възприема революционните идеи.
От 1838 до 1848 г. живее в Атина, където учи в гимназията. Започва художественото си образование като частен ученик на френския живописец Пиер Бонерот и до 1845 г. продължава да учи в току-що създадената от крал Отон I Кралска художествена школа (на гръцки: Ανωτάτη Σχολή Καλών Τεχνών). Школата е преструктурирана в художествена академия и до 1848 г. учи при професорите Рафаело Чеколи, Филипос Маргаритис и Георгиос Маргаритис. Започва да рисува портрети, негови творби са откупени и са в колекцията на Националната пинакотека в Атина и става известен като Димитриос Добриадис (на гръцки: Δημήτριος Δομβριάδης). 
През 1848 г. Добрович заминава за Рим и постъпва в тамошната художествена академия „Св. Лука“ (на италиански: Accademia di San Luca). Там професори са му Томазо Минарди (1787 – 1871) и Филипо Агрикола (1795 – 1857). Участва в движения на студенти, последователи на Гарибалди. 
До 1892 г. живее в Рим. Картините му са повлияни от европейския романтизъм. Изработва своя „елеофотографска“ техника, която улеснява процеса на копирането и създава много копия. Творбите му от този период са подписани като Д. Добриадис и Д. Добровиц. Не прекъсва връзките си с Гърция. Посредничи в пренасянето на мозаичен материал за римските катедрали. Същевременно е признат лидер сред гръцките художници в Рим. 
През 1853 г. се дипломира и така става първият български художник с академично образование.
Завръща се в България през януари 1893 г., където се установява в Сливен. На 2 юли 1893 г. е открита негова изложба в сградата на Народното събрание. През 1894, 1897 и 1898 участва в художествените изложби на Дружеството за поддържане на изкуството в България. Дарява значителна част от творбите си на обществени институции. Умира на 2 март 1905 г. в Сливен. 

## Творчески път
Още в младостта си Добрович се ориентира към портрета и битовата живопис.
Докато живее в Атина, рисува икони за гръцки църкви, а някои от запазените му творби от този период са:
- „Портрет на гръцки владика“ (1842 – 1843),[2]
- „Портрет на жената на италианския художник Рафаело Чеколи“ (1842 – 1847, притежание на Националната галерия),
- „Портрет на момиче“ (ок. 1850, в НГ),
- „Портрет на църковния писател Евгениос Вулгарис“.

Възгледите му на зрял художник се формират под влиянието на късния италиански романтизъм. Рисува сцени от ежедневието на италианския народ: картините „Предачка“, „Италианска селянка“, „Италианска селянка с делва на главата“, „Селска девойка с кози“ и др.
По-късно работи с маслени бои. Демонстрира интерес към реализма в изобразителното изкуство с картини като рисуваната от натура „Болно момиче“. В късните си години прави портрети на Георги Миркович, Георги Раковски, Васил Левски, Хаджи Димитър. При завръщането си в България през 1893 г. излага самостоятелна изложба с живописни платна и цветни стереофотографски копия на картини на италианските художници Гуидо Рени, Карло Долчи и др.
На името на Димитър Добрович е наречена художествената галерия в родния му град Сливен.

## Галерия
Голяма част от творбите на Добрович се намират в Националната галерия в София и в Художествената галерия на Сливен. 
- Елеофотографии
- „Италианска жетварка“
- „Италиански момчета“
- „Италиански момичета“

- Картини
- „Момиче в гръцки костюм“, ок. 1850
- „Портрет на момиче“, ок. 1850
- „Италианска танцьорка“, 1850 – 1853
- „Евгениос Вулгарис“
- „Жена със свещ“
- „Италианка от покрайнините на Рим“
- „Момиче зад завеса“
- „Предачка“
- „Портрет на съпругата на Чеколи“
- „Танцьорка“
- „Автопортрет“
- „Козарка“